# Tamara Csipes
Tamara Csipes (24 de agosto de 1989) é uma canoísta de velocidade húngara.

## Carreira
Csipes representou seu país na Rio 2016 e ganhou a medalha de ouro no prova do K-4 500m.
Conquistou duas medalhas nas provas de quinhentos metros em Tóquio 2020, das quais uma de prata na K-1 e uma de ouro na K-4 ao lado de Anna Kárász, Danuta Kozák e Dóra Bodonyi. Nos Jogos Olímpicos de Verão de 2024, em Paris, conquistou a medalha de prata na competição do K-1 500 m feminino, com o tempo de 1:48.44 minutos na final.